# Посас, Себастьян
Себастья́н По́сас Пере́а (исп. Sebastián Pozas Perea; 1876 или 1880, Сарагоса — 1946, Мехико) — испанский военачальник, генерал. Участник Гражданской войны 1936—1939 годов.

## Военная служба
Получил военное образование, кавалерийский офицер. Участвовал в войне в Марокко, неоднократно получал повышения в чинах за военные отличия, был награждён личной Военной медалью. В 1926 году был произведён в бригадные генералы. После провозглашения Испании республикой в 1931 году поддерживал республиканцев, в начале 1936 года занимал один из ключевых постов в вооружённых силах — генерального директора Гражданской гвардии (жандармерии). Выступил против планов начальника Генерального штаба генерала Франсиско Франко совершить военный переворот с тем, чтобы не допустить к власти левый Народный фронт, победивший на парламентских выборах в феврале 1936 года. Сохранил свой пост и при правительстве Народного фронта.

## Участие в Гражданской войне
В июле 1936 года, после начала антиправительственного выступления правых военных, остался сторонником республики и добился того, что 53% всей Гражданской гвардии Испании остались верны правительству республики. 19 июля 1936 года был назначен министром внутренних дел в правительстве Хосе Хираля — это назначение профессионального военного выглядело шагом навстречу среднему классу, который с уважением относился к генералитету. В качестве министра генерал Посас руководил раздачей оружия гражданским сторонникам Народного фронта (решение об этом было принято правительством Хираля). 29 августа Гражданская гвардия была переименована в Национальную республиканскую гвардию.
В состав правительства Ларго Кабальеро, сменившего в сентябре 1936 года кабинет Хираля, генерал Посас не вошёл. 5 октября он был назначен командиром 1-й смешанной дивизии и председателем хунты обороны Мадрида, 23 октября он передал командование дивизией генералу Хосе Миахе и был назначен командующим Центральным фронтом. 6 ноября сложил с себя и обязанности главы хунты обороны, также передав их Миахе (при этом хунта официально осталась в подчинении Посаса как командующего фронтом). В конце октября 1936 года войска Центрального фронта нанесли успешный контрудар под Сесенией, в котором участвовала только что поставленная республиканцам бронетехника из СССР, управляемая советскими танкистами. 31 декабря 1936 года Центральный фронт был преобразован в армию Центра, во главе которой остался генерал Посас, организовавший защиту района Мадрида. В этом качестве участвовал в Харамском сражении, во время которого удалось остановить наступление националистов, намеревавшихся отрезать Мадрид от остальной территории, контролировавшейся властями республики. 27 февраля 1937 года был освобождён от командования по болезни и заменен тем же Миахой.
После майских событий в Барселоне (выступления анархистов против властей республики в 1937 году) полностью лояльный правительству генерал Посас был назначен 6 мая командиром 4-й смешанной дивизии и командующим армией Каталонии с тем, чтобы восстановить порядок в регионе. Одним из его первых решений стало преобразование армии Каталонии в армию Востока, непосредственно подчинённую центральному правительству, а не Генералидаду (региональному правительству Каталонии). В это же время Посас стал членом Объединённой социалистической партии Каталонии, аффилиированной с Коммунистической партии Испании, что укрепило его политические позиции.
В июне 1937 года организовал силами двух дивизий и нескольких бригад наступление на Уэску, закончившееся неудачей, несмотря на трёх-четырёхкратное превосходство в силах над оборонявшимися националистами. В конце августа 1937 года возглавил новое наступление — на Сарагосу — которое «завязло» у небольшого населенного пункта Бельчите, оборонявшегося националистами до 6 сентября (после этого наступление республиканцев было сорвано). Более успешно действовал как администратор, чем в качестве военачальника — активно сотрудничая с коммунистами и советскими советниками, руководил ликвидацией структур анархистов, существовавших в Арагоне с июля 1936 года, и распустил хунту Арагона, которая контролировалась анархистами. Это способствовало укреплению тыла республиканских войск, но в то же время снизило боеспособность подразделений анархистов, действовавших на фронте.
После того, как войска националистов, развернув наступление в марте 1938 года, нанесли поражение армии Востока и заняли всю территорию Арагона, Посас был смещён с занимаемой должности (тем более, что выявилась неподготовленность армии к ведению боевых действий, несмотря на наличие значительных сил — около 200 тысяч человек). С тех пор он в течение долгого времени не занимал значимых постов, лишь в конце войны став командующим войсками в Жероне, а затем в Фигересе, городе близ границы с Францией, куда после потери республиканцами практически всей Каталонии в начале 1939 года перебралось правительство республики.

## Эмигрант
Эмигрировал во Францию, затем в Мексику, где и скончался.